# 波平行安
波平行安（なみのひらゆきやす、生没年未詳）は、平安時代後期、薩摩国波平（現、鹿児島市東谷山付近）の刀工。
大和国から移住してきた正国の子と伝えられるが正国の作刀は現存せず、行安が波平派の事実上の祖とされる。
その作風は小鋒で腰反りの深い太刀姿で、白気ごころの地鉄に細直刃を焼く古風なものである。以降も明治に至るまで行安の名は波平派の嫡流によって襲名され続ける。

## 特徴
- 平安～鎌倉時代の伝存作品は少ない。
- 同時代の大和伝と作風が類似する。

## 著名な太刀
- 笹貫（国指定重要文化財）[1]

## その後
- 波平一門は代々刀工として、明治時代初期まで続いた。これは刀工流派としては最も長いものである。